# Tatiana Nájera
Tatiana Nájera Cardona (Cartagena, 17 de julio de 1988) es una modelo y politóloga colombiana, concursante de Señorita Colombia 2010, en donde clasificó entre las 5 finalistas y ocupó el lugar de segunda princesa.

## Biografía
Tatiana Nájera Cardona, nació en Cartagena el 17 de julio de 1988. Domina el inglés, francés, español, portugués  y tiene conocimientos de italiano.

## Vida profesional
Tatiana Nájera es Politóloga, Master en Negocios Internacionales y especialista en Gestión de gobierno y campañas electorales, tiene experiencia en el sector público y privado ejerciendo cargos gerenciales, de relaciones instituciones y de liderazgo en las entidades y empresas en las que se ha desempeñado. 
Ha sido columnista de prensa y de artículos en revistas privadas informativas. 
Actualmente es también embajadora de marcas comerciales internaciones como el club deportivo Bodytech, y nacionales como Punto Blanco Athletic entre otras.

## Vida de reina

### Señorita Colombia
Tatiana Nájera se desempeñó por su carisma y exótica sonrisa, las cuales la llevaron a obtener 9.7 en traje de gala y 9.7 en traje de baño. Muy cerca de la ganadora y la virreina (Catalina Robayo y Lizeth González respectivamente), además superó a la gran favorita del certamen (Natalia Valenzuela, aunque ésta llegó más lejos).

### Miss Intercontinental 2011
La soberana de Colombia en este reinado compitió por la corona de Miss Intercontinental 2011, donde  la ganadora fue la representante de Estados Unidos.

### Miss Caribe Hibiscus
El 25 de noviembre, Tatiana viajó a la isla de San Martín a representar a Colombia en Miss Caribe Hibiscus, certamen que su compatriota Olga Flórez ganó en el año 2000. Tatiana quedó de Virreina, es decir 1.ª finalista. La ganadora fue la representante de Bolivia Olivia Pinheiro con 28 años de edad.